# Stavfjorden (Steigen)
 For alternative betydninger, se Stavfjorden. (Se også artikler, som begynder med Stavfjorden)
Stavfjorden er en fjordarm af Vinkfjorden i Steigen kommune i Nordland fylke i Norge, som strækker sig 8 kilometer fra indløbet mellem Håkjerringneset i nord og Litlskallen i syd til gården Stavfjorden.
Fjorden ligger på sydsiden af halvøen Stábánjárgga hvor en fjeldrække som når over tusind meters højde stiger lige op fra kystlinjen. På sydvestsiden ligger blandt andet Tverrfjellet (1.044 moh.) og Sommarfjellet (717 moh.).
Området er uden vej- eller rutebådsforbindelser og ud over fraflyttede gårde i fjordbunden er der ingen bebyggelser.
67°42′47″N 15°31′08″Ø / 67.71306°N 15.51889°Ø